# WrestleMania XIV
WrestleMania XIV è stata la quattordicesima edizione dell'annuale omonimo pay-per-view prodotto dalla World Wrestling Federation. L'evento si è svolto il 29 marzo 1998 al FleetCenter di Boston, Massachusetts.
WrestleMania XIV è stata rilevante per la presenza del pugile Mike Tyson, che nel main event ha ricoperto il ruolo di enforcer. L'incontro principale dell'evento fu quello per il WWF Championship tra il campione Shawn Michaels e lo sfidante Steve Austin, vinto da quest'ultimo per schienamento dopo l'esecuzione di una Stunner e la sua vittoria è stata citata come l'inizio dell'Attitude Era.

## Storyline
Dopo il celebre episodio dello Screwjob di Montréal, Owen Hart rimase l'unico membro della famiglia Hart a rimanere in WWF e, dopo un'assenza temporanea, ritornò durante il pay per view D-Generation X: In Your House per attaccare Shawn Michaels. Successivamente decise di concentrarsi su Hunter Hearst Helmsley (che in seguito verrà chiamato Triple H) e il suo European Championship, che gli era stato donato come regalo di Natale da Michaels. Dopo essersi rifiutato più volte a causa di un infortunio alla rotula, alla fine decise di concedere ad Hart un match titolato per la puntata di Raw Is War del 26 gennaio, che fu vinto da Owen Hart. Successivamente nell episodio di Raw del 2 marzo, Hart difese il titolo contro Mark Henry, ma Chyna intervenne durante l'incontro e spinse Hart contro il turnbuckle, così Henry poté intrappolarlo con un bearhug; ma prima che potesse far cedere il campione Chyna colpì anche lui con un low blow, così il match si concluse per squalifica e Hart mantenne il titolo europeo. Successivamente durante un match Hart si infortunò alla caviglia (kayfabe) e in seguito durante l'episodio speciale di Raw del 17 marzo, mentre Hart era seduto al tavolo di commento, si presentò sul ring Triple H e riuscì ad ottenere un match improvvisato per il titolo e, anche grazie all'intervento di Chyna, riuscì a riconquistare l'European Championship.
Alla Royal Rumble 1998 venne disputato un match per valevole per il titolo intercontinentale, in cui Ken Shamrock sconfisse il campione Rocky Maivia (in seguito conosciuto come The Rock), nonostante l'intervento dei Nation of Domination e nonostante fosse stato colpito con un tirapugni, successivamente nascosto dentro il costume di Shamrock. Però dopo la fine del match The Rock riuscì a convincere l'arbitro che in realtà fosse stato lui ad essere colpito col tirapugni, così l'arbitro decise di squalificare e Shamrock e il titolo rimase a The Rock. Il mese successivo, al pay per view No Way Out of Texas: In Your House, Shamrock riuscì a schienare The Rock in un tag team match a 10 uomini e gli venne così concessa una rivincita per il titolo a Wrestlemania.
Il 5 ottobre 1997 a Badd Blood: In Your House, si disputò un Hell in a Cell match tra Shawn Michaels e Undertaker, ma nel bel mezzo dell'incontro, si spensero le luci ed entrò Paul Bearer insieme ad un uomo mascherato, il quale strappò la porta della cella, salì sul ring ed eseguì una Tombstone Piledriver su uno shockato Undertaker, che valse la vittoria a Michaels. Il misterioso uomo mascherato successivamente si rivelò essere Kane, il fratellastro di Undertaker e che quest'ultimo aveva giurato che non avrebbe mai combattuto contro di lui. Ma Kane intervenne nuovamente a Royal Rumble nel casket match tra Undertaker e Shawn Michaels, contribuendo alla vittoria di HBK, eseguendo una chokeslam sul becchino dentro alla bara e successivamente gli diede fuoco. Nell l'episodio del 2 marzo di Raw, durante un incontro tra Kane e Steve Austin, Paul Bearer ordinò al time keper di eseguire un ten-bell salute in onore della morte (kayfabe) di Undertaker, ma dopo che Kane ebbe colpito il time keeper con un tombstone pile driver, si spensero le luci, cominciarono a risuonare delle campane e infine Undertaker uscì da un sarcofago posto in cima alla rampa d'entrata e disse che era stato all'inferno e aveva incontrato i suoi genitori che gli avevano detto che avrebbe potuto infrangere il suo giuramento e lottare contro il fratello a Wrestlemania.

## Match
Questa fu l'edizione di WrestleMania che, con uno spettacolo eccezionale, salvò la WWE dallo strapotere della World Championship Wrestling (federazione rivale della WWE).
The Undertaker affrontò per la prima volta il suo fratellastro Kane in un match molto fisico. Nel main event Steve Austin conquistò per la prima volta il titolo del mondo ai danni di Shawn Michaels dando così inizio effettivo all'Attitude Era. Nel main event era presente il pugile Mike Tyson come "special enforcer" a bordo ring; la sua presenza (ottenuta tramite un milionario contratto a gettone) diede ulteriore visibilità alla compagnia in un periodo di crisi.

## Risultati
| # | Risultati                                                                                           | Stipulazioni                                                              | Durata |
| - | --------------------------------------------------------------------------------------------------- | ------------------------------------------------------------------------- | ------ |
| 1 | The Legion of Doom (Animal e Hawk) hanno vinto eliminando per ultimi Bombastic Bob e Bodacious Bart | 15-Team Battle Royal                                                      | 08:19  |
| 2 | Taka Michinoku (c) ha sconfitto Aguila                                                              | Single match per il WWF Light Heavyweight Championship                    | 05:57  |
| 3 | Triple H (c) (con Chyna) ha sconfitto Owen Hart                                                     | Single match per il WWF European Championship                             | 11:29  |
| 4 | Marc Mero e Sable hanno sconfitto The Artist Formerly Known as Goldust e Luna                       | Mixed Tag Team match                                                      | 09:11  |
| 5 | The Rock (c) (con D'Lo Brown, Kama Mustafa e Mark Henry) ha sconfitto Ken Shamrock per squalifica   | Single match per il WWF Intercontinental Championship                     | 04:49  |
| 6 | Cactus Jack e Chainsaw Charlie hanno sconfitto The New Age Outlaws (Billy Gunn e Road Dogg) (c)     | Dumpster match per il WWF Tag Team Championship                           | 10:01  |
| 7 | The Undertaker ha sconfitto Kane (con Paul Bearer)                                                  | Single match                                                              | 17:05  |
| 8 | Steve Austin ha sconfitto Shawn Michaels (c) (con Chyna e Triple H)                                 | Single match per il WWF Championship con Mike Tyson come special enforcer | 20:02  |